# شیومین
کیم مین سوک (کره‌ای: 김민석؛ زادهٔ ۲۶ مارس ۱۹۹۰)، که با نام هنری شیومین (کره‌ای: 시우민) شناخته می‌شود، خواننده و بازیگر اهل کره جنوبی است. او عضو گروه موسیقی اکسو و زیرگروه‌های اکسو-ام و اکسو-سی‌بی‌اکس از این گروه است.

## زندگی شخصی و حرفه‌ای

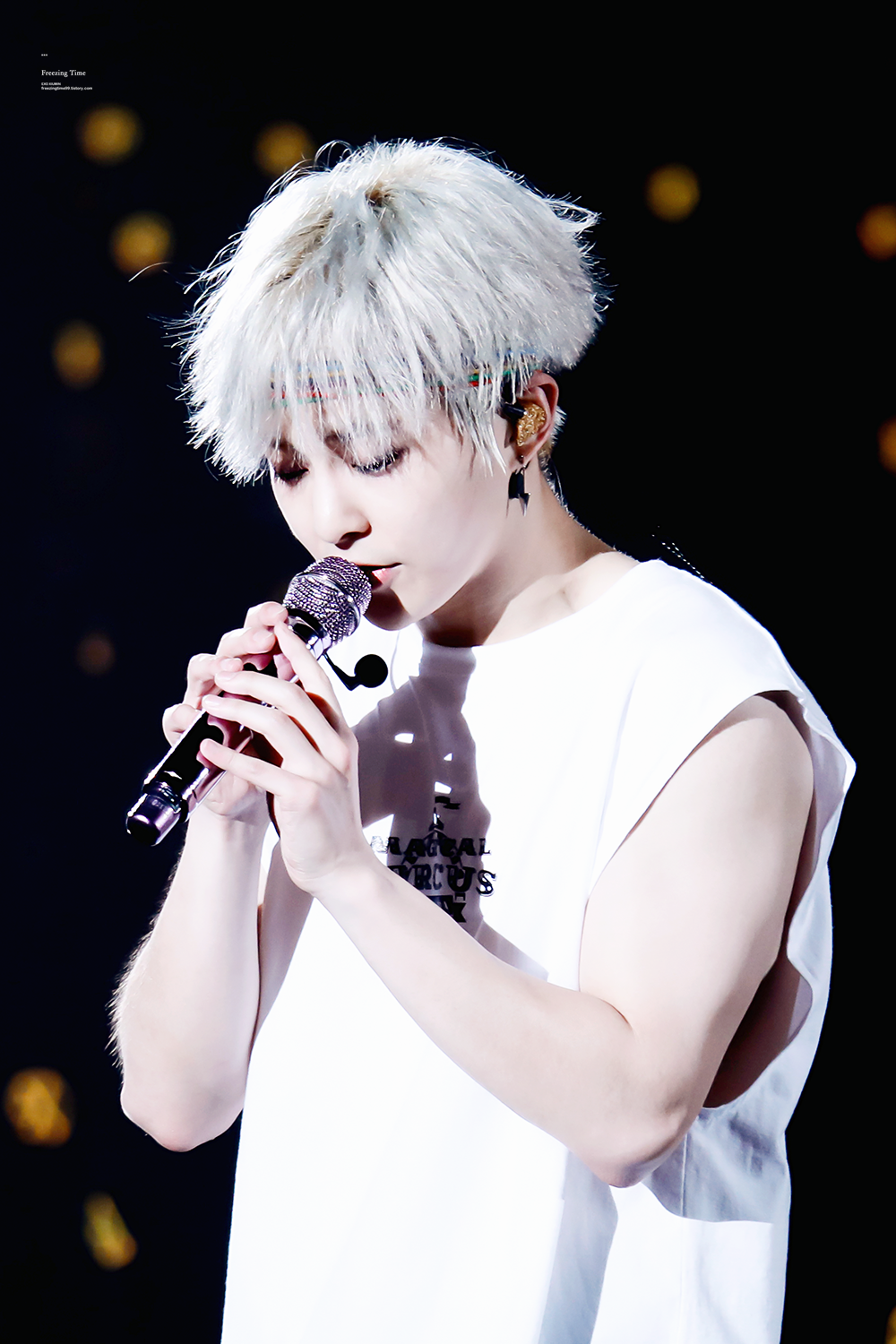
اجرای شیومین در تور ژاپن ،یوکوهما

شیومین در ۲۶ مارس سال ۱۹۹۰ در شهر گوریِ استان گیونگی کره جنوبی متولد شد. او دانش آموز دانشگاه کاتولیک کواندونگ در رشته موسیقی بود. همچنین آموختن ورزش‌های رزمی را از سنین جوانی آغاز نمود و در دو رشته تکواندو و کندو (یک نوع ورزش آسیای شرقی) دارای کمربند مشکی است و در شمشیر بازی و وشو مهارت دارد. همچنین علاقه شدیدی به فوتبال دارد.
شیومین پیش از ورود به کمپانی اس ام اینترتینمنت، در یک اودیشن کمپانی جی وای پی در سال ۲۰۰۸، رد شده و در همان سال، توسط کمپانی اس ام پذیرفته شد. او در ژانویه ۲۰۱۲ به عنوان هفتمین عضو به گروه اکسو پیوست.
شیومین در تاریخ ۷ مارس سال ۲۰۱۹ میلادی به سربازی اعزام شد و خدمت سربازی اش را شروع کرد و در ۶ دسامبر ۲۰۲۰ خدمت او پایان یافت.

## ترانه‌شناسی
| سال  | عنوان      | بالاترین موقعیت در جدول | بالاترین موقعیت در جدول |
| سال  | عنوان      | چین                     | کره                     |
| سال  | عنوان      | بایدو                   | گائون                   |
| ---- | ---------- | ----------------------- | ----------------------- |
| ۲۰۱۵ | «تو همانی» | ۲                       | ۶۲                      |

## فیلم‌شناسی

### فیلم
| سال  | عنوان                            | نقش  | منابع |
| ---- | -------------------------------- | ---- | ----- |
| ۲۰۱۶ | سوندال: مردی که رودخانه را فروخت | گیون | [ ۷ ] |

### مجموعه اینترنتی
| سال  | عنوان            | نقش       | منابع         |
| ---- | ---------------- | --------- | ------------- |
| ۲۰۱۵ | همسایه بغلی اکسو | شیومین    | [ ۸ ]         |
| ۲۰۱۵ | سقوط برای چالش   | نا دو جون | [ ۹ ]         |
| ۲۰۲۳ | فروشگاه آیدل     | شین ته هو | [ ۱۰ ]        |
| ۲۰۲۵ | غذاخوری هو       | هو گیون   | [ ۱۱ ] [ ۱۲ ] |

### تئاترهای موزیکال
| سال       | عنوان      | نقش    | توضیحات                    |
| --------- | ---------- | ------ | -------------------------- |
| ۲۰۱۵      | «مدرسهٔ اُز» | آکیلا  | موزیکال اس.ام. اینترتینمنت |
| ۲۰۱۹–۲۰۲۰ | بازگشت     | سونگهو | موزیکال اس.ام. اینترتینمنت |